# Басаньес
«Баса́ньес» (исп. Club Atlético Basáñez) — уругвайский футбольный клуб из города Монтевидео. В 1994 и 1995 годах выступал в Высшем дивизионе чемпионата Уругвая.

## История
Клуб был основан 1 апреля 1920 года при объединении двух команд, «Артигас» (Artigas) и «Вулкан» (Volcán). Первоначально команда играла в красно-синих футболках (цвета флага Артигаса). Красно-чёрные цвета клуба были взяты в честь анархо-синдикалистов, к которым принадлежал влиятельный землевладелец и общественный деятель XIX века Томас Басаньес, в честь которого и был назван новый клуб. Стадион команды Ла-Бомбонера находится в районе Монтевидео Мальвин-Норте.
Долгое время «Басаньес» выступал в низших дивизионах. Лишь в 1989 году команда впервые сумела пробиться во Второй дивизион чемпионата Уругвая. В 1992 году «Басаньес» добился права выступать в Примере, однако из-за беспорядков на трибунах, когда болельщики команды устроили драку с конной полицией, с «красно-чёрных» были сняты очки, что опустило команду в турнирной таблице. Но уже в следующем сезоне «Басаньес» стал чемпионом Уругвая во Втором дивизионе и получил путёвку в Высший дивизион.
В сезоне 1994 «Басаньес» очень успешно провёл Апертуру, заняв в ней третье место, на очко отстав от «Дефенсор Спортинга», лишь по дополнительным показателям уступив «Пеньяролю» и на 3 очка обогнав другого гранда уругвайского футбола, «Насьональ». Но в Клаусуре «Басаньес» оказался на предпоследнем месте, лишь на очко опередив «Прогресо». По итогам сезона «Басаньес» занял шестое место из 13 клубов Примеры.
В 1995 году «Басаньес» занял последнее место в чемпионате — в Апертуре команда не выиграла ни одного матча за 12 туров, в Клаусуре команда показала более качественный результат — 3 победы, 4 ничьих, 5 поражений, но в общей таблице команда так и не сумела уйти с последнего места, которое она заняла, уступив по разнице мячей «Прогресо». Но в любом случае, из Примеры вылетели обе команды — как последняя, так и предпоследняя.
Больше команда никогда не играла в Высшем дивизионе. По итогам сезона 2009/10 «Басаньес» вылетел во Второй любительский (ныне «Первый любительский», третий по уровню в структуре лиг) дивизион чемпионата Уругвая, где и выступает в настоящее время.

## Достижения
- Чемпион Второго дивизиона Уругвая (1): 1993
- Чемпион Первого любительского дивизиона (1): 1989